# Hemidactylus mabouia
El gecko casero tropical (Hemidactylus mabouia) es una especie de gekónido del género Hemidactylus. 
Originario de África, se trasladó accidentalmente a muchas regiones de América mediante navíos en los que se ocultaba.
Su presencia es una de las cosas más habituales en algunos hogares.
Son inofensivos, y generalmente se les suele encontrar cerca de los focos de luz, donde la presencia de insectos es mayor. Hacen un buen trabajo de control de plagas al comer cucarachas, mosquitos, zancudos, polillas, crías de escorpiones, etc.
Si bien en ambientes urbanos su presencia puede ser inocua, su efecto sobre especies nativas, sobre todo en regiones donde es invasor, es potencialmente negativa. Por eso, es recomendable no liberarlos en ambientes silvestres y mucho menos en reservas naturales, donde podrían establecerse y volverse un problema de conservación. En las regiones donde es nativo se recomienda no matarlos y liberarlos en el jardín y ponerlos a salvo de gatos o incluso de otras personas. Estos animales son frecuentemente objeto de repulsión y se les asignan creencias falsas como las transmisiones de enfermedades o agresividad, por lo que son habitualmente eliminados. 
Su manipulación puede provocarles lesiones mortales (por un exceso de presión) o la pérdida de la cola, que liberan voluntariamente como mecanismo de defensa (autotomía). Estos reptiles poseen la cualidad extraordinaria de la regeneración de la cola. En casos extraordinarios, la autotomía es parcial y su regeneración puede producir dos o más colas.
Si bien muchas especies de geckos son adoptadas como mascotas, esta actividad debe realizarse únicamente con ejemplares criados en cautiverio y siguiendo las regulaciones locales de los órganos de control de fauna de cada país, ya que en general la captura y mantenimiento de especies nativas en cautiverio es considerada un delito.

## Distribución

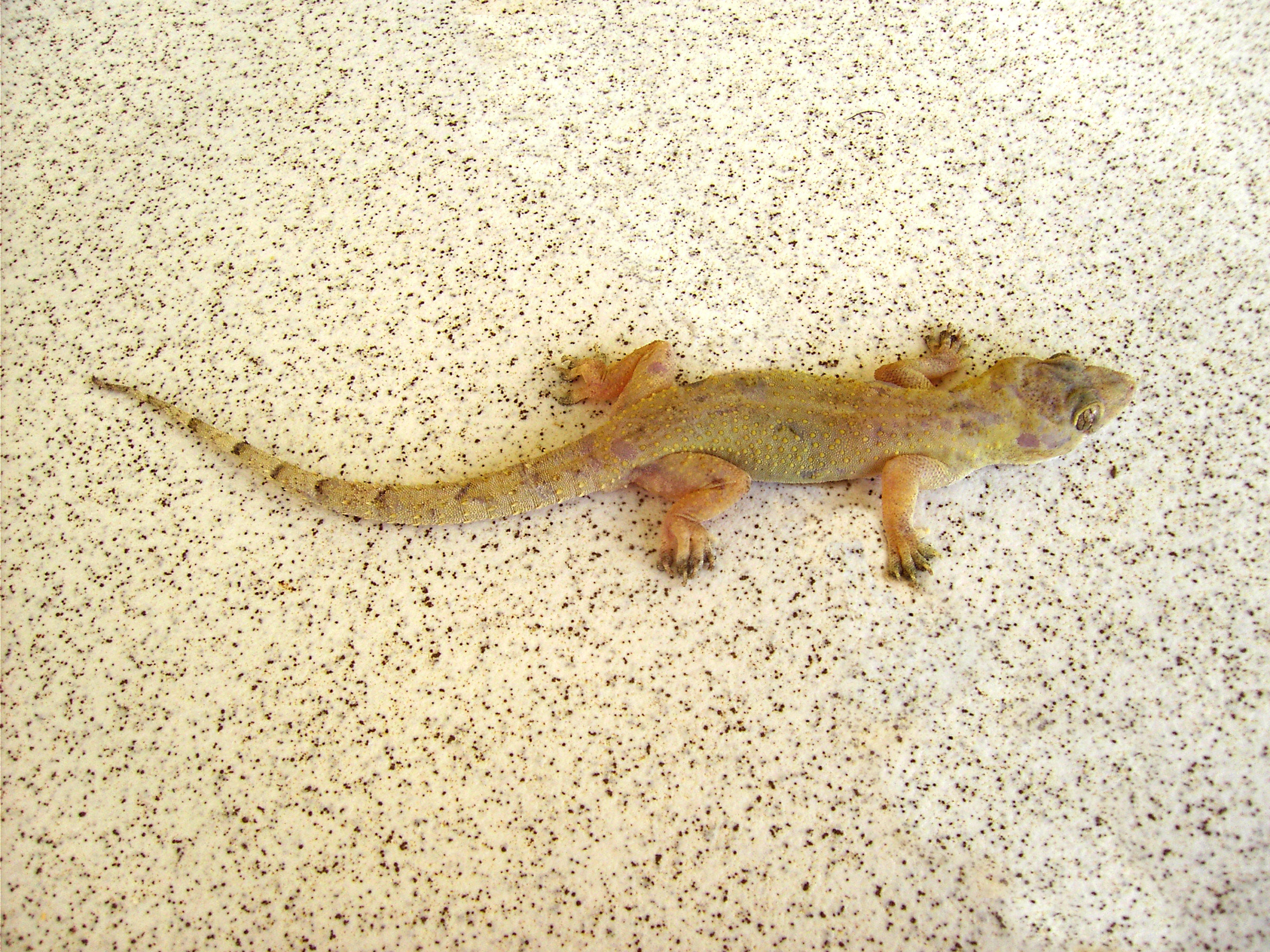
Hemidactylus mabouia en Dominica.

Esta especie originalmente habitaba la mayor parte del África subsahariana.
Mediante el traslado accidental de ejemplares que se ocultaban en navíos, el ser humano ha extendido su geonemia por numerosas regiones subtropicales y tropicales, al transportarlo e introducirlo en islas oceánicas —por ejemplo en  la isla de Madeira (Portugal) y
las islas Seychelles— así como también en gran parte de América, desde el estado de Florida —en el sudeste de Estados Unidos— por el norte, hasta el
Uruguay y el este de la 
Argentina por el sur.
En el continente americano, además de los países citados, también cuenta con registros en
México,
Honduras,
El Salvador,
Nicaragua (donde fue introducido con el propósito de combatir las plagas),[cita requerida]
Costa Rica,
Panamá,
Guatemala,
Cuba,
Trinidad y Tobago,
Puerto Rico,
las islas Vírgenes,
Gran Caimán,
Martinica,
Colombia,
Venezuela,
las Guayanas
Ecuador,
Perú, Bolivia,
Brasil,
y
Paraguay.

## Características y costumbres
Este lagarto alcanza una longitud máxima —medida desde el hocico hasta la cloaca— de 127 mm. Como suele ocurrir con los reptiles nocturnos, tiene ojos muy grandes, lo que le permite localizar a sus presas contando con muy poca luz. 
Hábitat
Este gecko es una especie predominantemente urbana, encontrando un buen hábitat en las paredes o muros de las construcciones humanas, los que recorre en posición vertical en búsqueda de sus presas.
Dieta
Se alimenta de pequeños animales que también suelen convivir con el hombre: desde arañas, crías de escorpiones, cucarachas, polillas, moscas, mosquitos, etc.

## Taxonomía

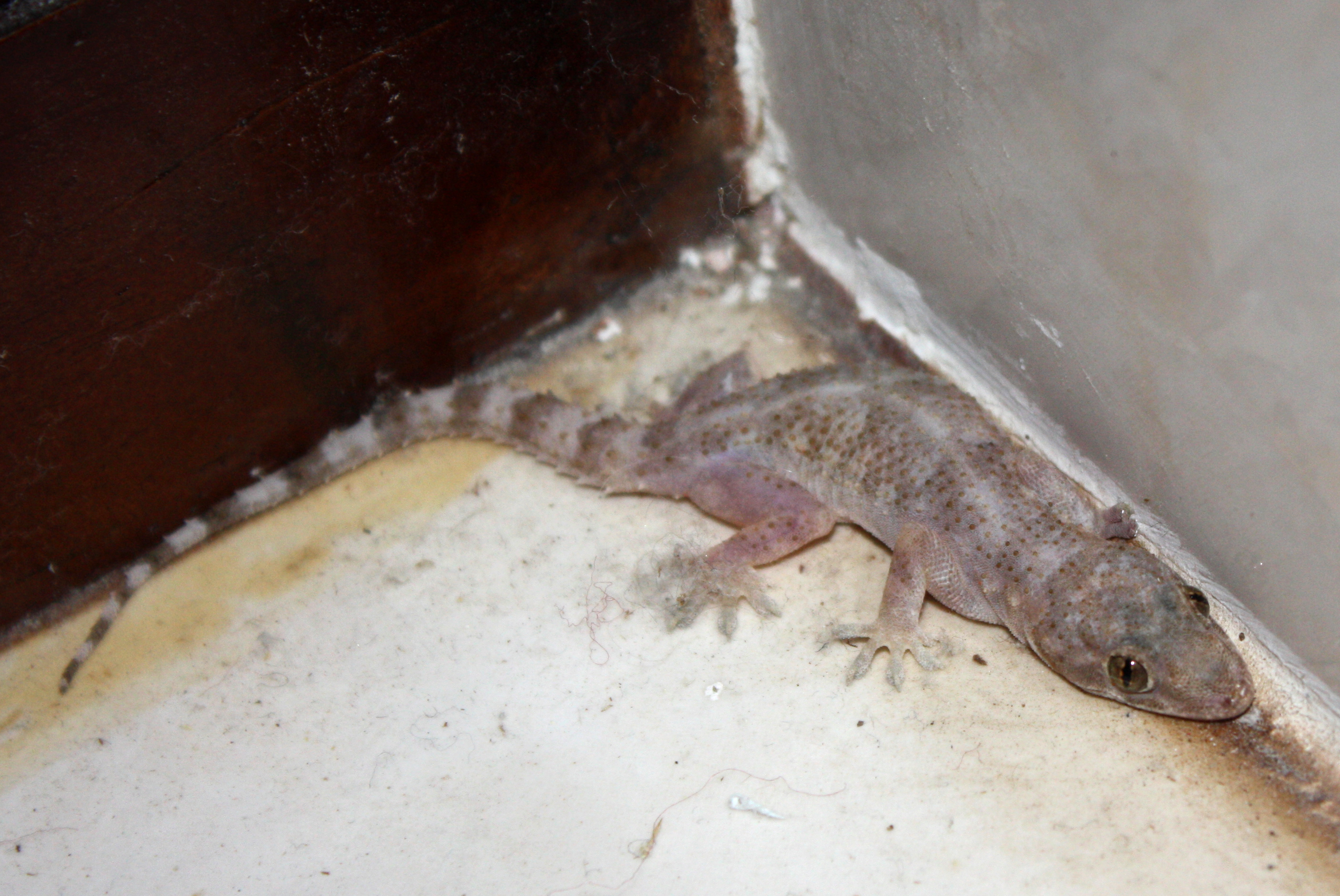
Hemidactylus mabouia en Dominica.

Este reptil fue descrito en el año 1818 por el zoólogo francés Alexandre Moreau de Jonnès, bajo el nombre científico de Gekko mabouia.
En el año 1836 sus colegas y compatriotas André Marie Constant Duméril y Gabriel Bibron lo recombinaron en el género Hemidactylus, del cual es su especie tipo; el mismo se incluye en la familia Gekkonidae.
Localidad tipo
La localidad típica de esta especie fue restringida en el año 1904 por Stejneger a: “San Vicente, Antillas Menores”; sin embargo, el espécimen tipo adjudicado a dicho origen no pertenecería al taxón al cual dicho nombre general se le aplica, en razón de que es especialmente similar a las poblaciones de Hemidactylus angulatus que viven en las Antillas Mayores y sobre todo a las de Colombia.
Etimología
El nombre genérico Hemidactylus proviene de la unión de dos palabras en idioma griego: hemi, que significa ‘medio’, y dactylos que se traduce como ‘dedos’; esto alude a la lámina que divide los dedos de las patas delanteras y traseras, es decir, con lamela bajo los dedos.
El término específico mabouia refiere al nombre con que etnias indígenas americanas de las Antillas denominaban a algunas especies de lagartijas.